# Petrogale concinna
Il nabarlek (Petrogale concinna Gould, 1842), noto anche come wallaby delle rocce pigmeo o wallaby delle rocce minore, è un Macropodide di dimensioni ridotte diffuso in Australia settentrionale. Considerato in passato abbastanza distinto da essere assegnato ad un genere a parte, Peradorcas, è ora classificato, come tutti i wallaby delle rocce, nel genere Petrogale.
Era ritenuto, fino alla scoperta del monjon (Petrogale burbidgei) nel 1978, il più piccolo wallaby delle rocce. Generalmente è di colore grigio con riflessi rossastri e macchie nere su tutto il corpo; è un animale notturno e semi-gregario che si nutre di erba e altri vegetali. La IUCN lo include tra le specie prossime alla minaccia.
È diffuso in tre aree distinte: nella Terra di Arnhem (compresa Groote Eylandt); nel Top End, tra i fiumi Mary e Victoria; e nelle regioni costiere del Kimberley, in Australia Occidentale, incluse alcune isole dell'arcipelago Bonaparte. Si può incontrare anche nel Parco Nazionale di Kakadu.
I parenti più prossimi del nabarlek sono il monjon e il wallaby delle rocce dalle orecchie corte.
Ne sono state riconosciute tre sottospecie:
- P. c. concinna - la popolazione del Top End;
- P. c. canescens - la popolazione delle Terra di Arnhem;
- P. c. monastria - la popolazione del Kimberley.